# گندلوبیا (سرده)
گندلوبیا (نام علمی: Psoralea) نام یک سرده از تیره باقلاییان است.